# География Миннесоты
Штат Миннесота располагается на Верхнем Среднем Западе США. Штат считается самым северным после Аляски благодаря Северо-Западному Углу — единственному месту в континентальной части Соединённых Штатов Америки, которое находится к северу от 49-й параллели, образующей границу между США и Канадой.
Штат граничит с Северной Дакотой, Южной Дакотой, Айовой, Висконсином, Мичиганом (по акватории озера Верхнего), а также с канадскими провинциями Манитоба и Онтарио.
Центральная и южная части Миннесоты лежат на плоской равнине. Около трети территории покрыто лесами. На северо-западе и западе располагаются прерии.
Площадь штата 217736 квадратных километров, в штате проживает 5,7 миллиона человек (по переписи 2020 года). По площади Миннесота сравнима с такими государствами, как Беларусь, Румыния, или Великобритания (без заморских владений), по населению — с Норвегией, Финляндией, или Санкт-Петербургом.
Столицей штата является город Сент-Пол. Крупнейший город штата — Миннеаполис. Другие крупные города: Блумингтон, Дулут, Рочестер.
В Миннесоте представлены три биома Северной Америки: прерия в юго-западной и западной частях штата, лиственный лес Биг-Вудс на юго-востоке и тайга на севере. Большая часть лесов Миннесоты была вырублена в прошлом, однако к настоящему времени ситуация изменилась к лучшему: помимо того, что в Миннесоте осталось около 1600 квадратных километров невырубленного девственного леса, лесные запасы в штате увеличиваются: с 1999 по 2004 год среднегодовой рост в штате составил 1 300 000 м³ древесины, в то время как средний объём заготовленной древесины составлял всего 780 000 м³ в год. Таким образом, продолжающие лесозаготовки полностью компенсируются лесовосстановлением, и около трети территории штата покрыто лесом.
Климат штата Миннесота — влажный умеренный континентальный. Разброс между отмеченным за историю наблюдения температурными максимумом и минимумом составляет 97 °C, от −51 °C (отмечен 2 февраля 1996 года) до 46 °C (отмечены 29 июля 1917 года и 6 июля 1936 года). В Миннесоте расположено, как считается, самое холодное место в континентальной части США — «холодильник нации», город Интернашенал-Фолс. Среднегодовое количество осадков колеблется от 48 до 89 см. Засухи происходят каждые 10—50 лет.
На территории Миннесоты находится 11 842 озера площадью более 10 акров, что нашло отражение в одном из официальных прозвищ штата «Земля 10000 озёр». Из-за обилия рек и озёр Миннесота, при некоторых методах подсчета, имеет более протяжённую общую береговую линию, чем Калифорния, Флорида и Гавайи вместе взятые.

## Регионы

Регионы Миннесоты

В административном отношении Миннесота разделена на 87 округов.
В географическом отношении в Миннесоте выделяют следующие регионы:
- Эрроухед расположен в северо-восточной части штата и включает в себя земли, зажатые между побережьем Верхнего озера[англ.] и цепью водных объектов на канадской границе. Своё название регион получил из-за того, что на карте его очертания напоминают наконечник стрелы (англ. Arrow Head). Население по переписи 2000 года составляло 248425 человек. Основными отраслями промышленности в регионе являются туризм, особенно экотуризм, ориентированный на природные зоны региона, и добыча железа. Здесь расположен Железный хребет[англ.], на котором в течение более чем столетия добывали большие объемы железной руды. К настоящему времени её запасы истощились, однако развивается добыча таконита. В 2004 году Миннесота произвела 75 процентов полезной железной руды в стране[12].

- Юго-восточная Миннесота — часть штата, расположенная к югу от столичной агломерации. Население по состоянию на 2022 год 517713 человек[13]. Помимо живописной долины Миссисипи здесь располагается часть Внеледниковой области[англ.], где отсутствуют ледниковые отложения, а в ландшафте присутствуют нетипичные для остальной Миннесоты крутые холмы и глубоко изрезанные речные долины[14].

- Северо-западная Миннесота располагается на северо-западе штата. Здесь находятся Лаврентийские смешанные леса и Северо-Западный Угол.

- Восточная Миннесота и Центральная Миннесота — слабоурбанизированные сельскохозяйственные регионы.

- Долина реки Миннесота располагается на юго-западе штата в пределах водосборного бассейна соответствующей реки.

- Юго-западная Миннесота расположена на Кото-де-Прери, геологической формации, характеризующейся высокой средней скоростью ветра, что обеспечивает возможности для коммерчески успешной ветровоэнергетики. Ветроэнергетика Миннесоты — четвёртая по величине среди штатов США[15]

- Агломерация Миннеаполис — Сент-Пол

Столичный регион настолько выделяется на фоне штата, что на базовом уровне принято разделять Миннесоту только на две части: Города (The Cities) и Большая Миннесота (Outstate, или Greater Minnesota). В 1967 году такое различие было закреплено созданием Метрополитенского совета — регионального органа управлением агломерацией, промежуточного между уровнями штата и округа.

## Геология, рельеф
Большая часть штата представляет собой плавно холмистый пенеплен, самая высокая и самая низкая точки его рельефа разделены всего 518 метрами высоты.
В Миннесоте находятся одни из самых старых горных пород, найденных на Земле, гнейсы возрастом около 3,6 миллиарда лет, что составляет 80% возраста планеты.  Около 2,7 миллиарда лет назад базальтовая лава изливалась из трещин на дне первозданного океана; эта вулканическая активность создала Канадский щит, часть которого располагается на северо-востоке Миннесоты. После периода вулканической активности геологическая активность на территории будущей Миннесоты стала более сдержанной, без вулканизма или образования гор, но с повторяющимися ингрессиями, которые оставили после себя множественные слои осадочных пород.
В более поздние времена рельеф Миннесоты формировали массивные ледяные щиты. Во время последней ледниковой эпохи ледники покрывали всю Миннесоту, за исключением небольшого участка на крайнем юго-востоке штата. 

## Охраняемые территории
На территории Миннесоты располагается в общей сложности 105 охраняемых штатом объектов (в том числе 64 парка штата) общей площадью более 1000 квадратных километров. Парки штата расположены по всей его территории рассредоточено с таким расчетом, чтобы в пределах 50 миль от любого населенного пункта Миннесоты был бы хотя бы один парк. На севере Миннесоты располагается национальный парк «Вояджерс». Это единственный федеральный национальный парк на территории Миннесоты и крупнейший водный парк в системе национальных парков США.